# Качала Іван
Іван Качала,  (нар. 1899, м. Перечин, Закарпатська область — пом. 19 серпня 1960, там же) —  український політичний діяч, депутат Сойму Карпатської України.

## Життєпис

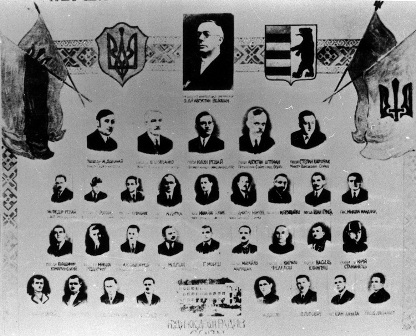
Посли Сойму Карпатської України.
По центру: Президент Карпатської України о. Августин Волошин; Перший ряд зліва направо: Микола Долинай, Юлій Бращайко, Юліян Ревай, Августин Штефан, Степан Клочурак; Другий ряд: Федір Ревай, Степан Росоха, Леонід Романюк, Августин Дутка, Михайло Тулик, Дмитро Німчук, Михайло Бращайко, Іван Грига, Микола Мандзюк; Третій ряд: Володимир Комаринський, Микола Різдорфер, Антон Ернест Олдофреді, Мілош Дрбал, Григорій Мойш, Михайло Марущак, Кирило Феделеш, Василь Климпуш, о. Юрій Станинець; Четвертий ряд: Василь Щобей, Іван Ігнатко, Юрій Пазуханич, Іван Перевузник, Адальберт Довбак, Петро Попович, Іван Качала, Василь Лацанич

Народився 1899 року у Перечині в селянській родині. Спочатку навчався у народній та горожанській школах у рідному селі, а потім в Ужгородській гімназії. Згодом – у вищій школі у Празі, де здобув спеціальність лісового інженера. 
Трудову діяльність Іван Качала розпочав у Перечині на державній службі залізничного транспорту. З 1919 до 1932 року працював начальником залізничної станції Перечин. 
1932 року односельці обрали його сільським старостою. На цій посаді залишався до кінця 1939.
За час свого староства згуртував навколо себе передових селян і робітників, з їх допомогою і підтримкою відремонтував центральну дорогу, провів регуляцію потічка Вулшава, упорядкував у центрі селища тротуари й провів каналізацію, електрику, добудував школу й облаштував базар. Такі заходи дозволили дістати багатьом односельцям роботу, що на той час було дуже важливим. Здобув він й авторитет у влади, яка оголосила йому подяки 1933 і 1936 року. Він був активним просвітянином, підтримував сільський хор «Просвіти», політичні акції.

### ПосолСойму Карпатської України
12 лютого 1939 року був обраний депутатом сойму Карпатської України, брав активну участь у засіданнях, які відбулися 15 березня 1939. Письменник Василь Ґренджа-Донський написав про Івана Качалу: 
| Залізничники будуть мати в його особі свого заступника. Відомий перечинський патріот, що завжди нам помагав освідомлювати Перечин. |

### Діяльність в УРСР
У післявоєнні 50-ті роки працював головним інженером Перечинської вузькоколійки, збудованої від Перечина до Лумшорів для перевезення деревини з гірських сіл району. Разом зі своєю дружиною Варварою Михайлівною виховав чотирьох дітей, усім допоміг здобути вищу освіту. 
Помер Іван Качала 19 серпня 1960 року. 
2004 року у Перечині йому встановлено меморіальну дошку.